# شگفتی‌های جهان
شگفتی‌های جهان (به انگلیسی: Wonders of the Universe) یک سری تلویزیونی تولید شده توسط بی‌بی‌سی، دیسکاوری چنل، و ساینس چنل به میزبانی پروفسور فیزیک‌دان برایان کاکس در سال ۲۰۱۱ است. این سری چهار اپیزود دارد که در هر یک بر روی یکی از جنبه‌های جهان تمرکز شده‌است.

## اپیزودها
| «                                      | Why are we here? Where do we come from? These are the most enduring of questions. And it's an essential part of human nature to want to find the answers. We can trace our ancestry back hundreds of thousands of years to the dawn of humankind. But in reality, our story extends far, further back in time. Our story starts with the beginning of the universe. It began 13.7 billion years ago, and today, it's filled with over a hundred billion galaxies, each containing hundreds of billions of stars. In this series, I want to tell that story, because ultimately, we are part of the universe, so its story is our story. | » |
| —مقدمهٔ برایان کاکس در ابتدای هر اپیزود | |   |

### ۱. «سرنوشت»
در اپیزود «سرنوشت» (به انگلیسی: "Destiny") کاکس دربارهٔ ماهیت زمان و نیز دربارهٔ قانون دوم ترمودینامیک و اثر آن روی زمان بحث می‌کند.

### ۲. «غبار ستاره‌ای»
در اپیزود «غبار ستاره‌ای» (به انگلیسی: "Stardust") کاکس روی عناصری بحث می‌کند که همهٔ جهان از ستاره‌ها تا بدن انسان را تشکیل داده‌اند، و اینکه این عناصر چگونه به وجود آمدند. وی به آغاز جهان برمی‌گردد و شکل‌گیری جهان و عناصرش را توضیح می‌دهد.

### ۳. «سقوط»
در اپیزود «سقوط» (به انگلیسی: "Falling") دربارهٔ اثر قانون جاذبه بر جهان هستی بحث می‌شود.

### ۴. «پیام‌آوران»
اپیزود «پیام‌آوران» (به انگلیسی: "Messengers") که آخرین اپیزود است، دربارهٔ نور است، اینکه چگونه وجود آن و خواص منحصربه‌فرد آن سبب شد ما اکنون به تمام دانش کنونی‌مان دربارهٔ هستی و چگونگی شکل‌گیری جهان دست پیدا کنیم.

## نقد
وقتی اپیزود اول در بی‌بی‌سی پخش شد ۶ میلیون نفر بیننده داشت و در جدول آی‌تیونز مقام نخست را کسب کرد.
این سری مستند نقدهای مثبتی دریافت کرد. کریس هارویْ در دیلی تلگراف نوشت: «کاکس متفاوت است. به‌ندرت دانشمندانی پیدا می‌شوند که بتوانند ذهن عامهٔ افراد را تحت کنترل خودشان بگیرند ... این روزها برنامه‌های علمی برخی از قابل‌توجه‌ترین صحنه‌هایی که تاکنون در این صفحه‌نمایش کوچک به نمایش درآمده است را ارائه می‌کنند.» Tom Sutcliffe در ایندیپندنت گفت «در نمایش صحنه‌های کیهانی و چشم‌اندازهای متحیرکننده عالی است و پر است از ارکستراسیون‌ها و سازبندی‌های حماسی و صحنه‌های گرافیکی.» Sam Wollaston نیز در گاردین سبک ارائهٔ کاکس در برنامه را نقدوبررسی کرد.
آلبومی از موسیقی‌های متن این مستند که ساختهٔ Sheridan Tongue بود نیز به‌طور جداگانه منتشر شد.